# 托斯特喙鲸属
托斯特喙鲸属（Tusciziphius），是一种已绝种的喙鲸，生活于中新世晚期的葡萄牙和西班牙，以及上新世的意大利和美国。
在非洲也发现过不少其他的喙鲸化石，其中包括小型代表非洲小贝喙鲸（Microberardius africanus)、山达纳伊勒之喙鲸（Ihlengesi saldanhae)，中型代表本加拉翼手喙鲸（Pterocetus benguelae)、好望角中喙鲸（Mesoplodon slangkopi)，大型代表角非喙鲸（Africanacetus ceratopsis）等。